# Kalliosaari (ö i Norra Österbotten, Koillismaa, lat 65,81, long 29,42)
Kalliosaari är en ö i Finland. Den ligger i sjön Iijärvi och i kommunen Kuusamo i den ekonomiska regionen  Koillismaa ekonomiska region  och landskapet Norra Österbotten, i den nordöstra delen av landet, 700 km norr om huvudstaden Helsingfors. Öns area är 3,9 hektar och dess största längd är 440 meter i sydöst-nordvästlig riktning.